# Hauptgericht

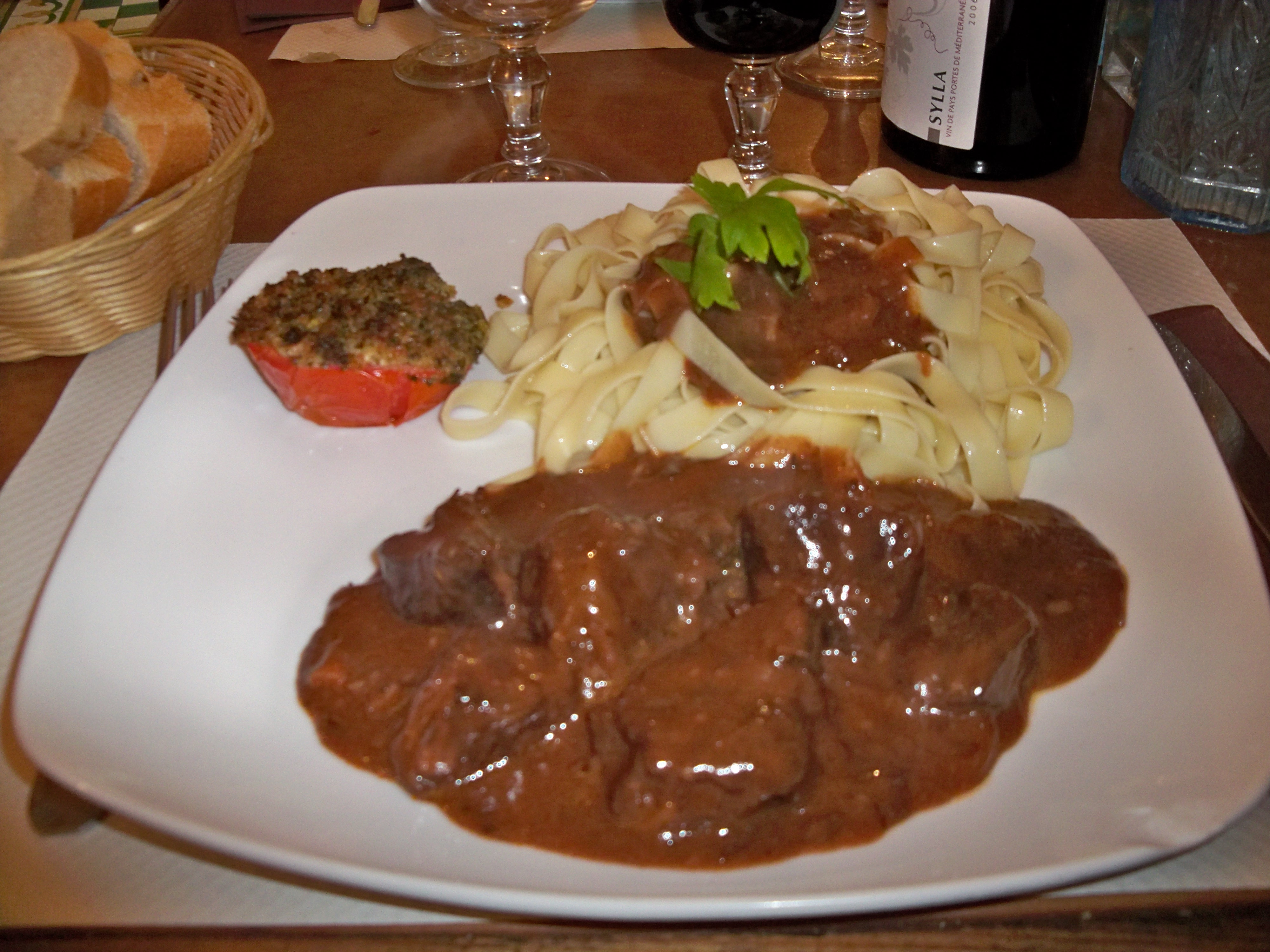
Bœuf bourguignon mit Tagliatelle und Tomate à la provençale

Das Hauptgericht (auch: Hauptspeise; französisch pièce de résistance, plat principal, italienisch piatto principale, englisch main course, main dish) ist in der Kochkunst bei mehreren Speisenfolgen eine Speise, die nach der Vorspeise und vor der Nachspeise verzehrt wird.

## Allgemeines
Hauptgerichte sollen den Hunger weitgehend stillen und sättigen. In sich sollen sie abgerundet sein, aber dennoch Interesse auf den nächsten Gang wecken. Die Anzahl und Vielfalt der Zutaten ist meist größer als bei den übrigen Gängen. Das Hauptgericht überwiegt deshalb bei einer Menüfolge mengenmäßig und bestimmt den Charakter der Speisefolge. Um die Sättigungsaufgabe zu erfüllen, gehören meist noch Garnituren (Beilagen und Soßen) zur Hauptspeise.

## Geschichte
Bereits die Esskultur im Römischen Reich bestand aus Vorspeise (lateinisch antecenium, gustatio), Hauptgericht (lateinisch mensa prima) und Nachtisch (lateinisch savillum, secunda mensa). Viele Gastmahle sind aus jener Zeit überliefert wie das des Cornelius Lentulus oder Plinius des Jüngeren.
Die heute in der westlichen Welt übliche Menüfolge aus mehreren Gängen hintereinander ist vergleichsweise jung. Sie wurde erst im Verlauf des 19. Jahrhunderts allmählich üblich. Der russische Fürst Kurakin soll erstmals 1830 in Paris auf diese Weise ein Festbankett servieren lassen haben. Die Speisenfolge steigert sich im Geschmack (von pikant/stimulierend bis zu süß), in der Konsistenz (über flüssig/leicht bis zu beißfest und wieder leicht) und Vermischung oder Trennung der Speisebestandteile (vermischt bei Suppen, getrennt bei Hauptspeise bis vermischt bei Nachspeise).

## Arten und Inhalt
Hauptgerichte sind überwiegend Warmspeisen. Die Kochkunst besteht vor allem darin, bei den Gerichten die erforderliche oder gewünschte Garstufe zu erreichen und unterschiedliche Garzeiten mehrerer Lebensmittel miteinander zu koordinieren. 
Außerhalb der vegetarischen Küche gehören zum Hauptmenü genießbare Meerestiere (Krebstiere, Speisefische, Weichtiere), Fleisch (Geflügel, Kalb-, Lamm-, Rind-, Schweine- und Wildfleisch) und Beilagen. Letztere bestehen unter anderem aus Gemüsen, Nährmitteln (etwa Kartoffeln, Nudeln, Pürees, Reis), Salaten, Saucen oder Obst, die im Lebensmitteleinzelhandel (LEH) in verschiedenen Convenience-Graden angeboten werden. Die Gewürzintensität bei Hauptspeisen kann größer sein als bei den anderen Gängen.
Die opulente Mezze im Nahen Osten ist zwar formal eine Vorspeise, wird jedoch oft wegen ihres Sättigungsgrades als Hauptgericht verzehrt.

## Internationale Gerichte
Internationale Gerichte kommen meist aus einer bestimmten Region, ihre Kochrezepte werden jedoch einheitlich übernommen.
Typische Hauptspeisen sind unter anderen Bœuf Stroganoff, Braten, Chateaubriand, Eierspeisen (Omeletten), Eintopf (etwa Borschtsch, Cassoulet, Irish Stew, Pot-au-feu, Poule au pot), Geschnetzeltes, Ragouts, Rouladen, Schnitzel (etwa Schnitzel Cordon bleu, Cotoletta alla milanese, Jägerschnitzel, Wiener Schnitzel, Zigeunerschnitzel) oder Steaks aller Variationen.